# Brigitte Schumann
Brigitte Schumann (* 16. August 1946 in Solingen) ist eine deutsche Politikerin (Bündnis 90/Die Grünen).

## Biografie
Nach dem Abitur 1966 studierte Schumann von 1966 bis 1972 Deutsch und Geschichte. Das erste Staatsexamen absolvierte sie 1972, das zweite 1974, danach war sie als Lehrerin tätig.
Von 1990 bis 2000 war Schumann Abgeordnete des elften und zwölften Landtags von Nordrhein-Westfalen: Sie zog jeweils über die Landesliste ihrer Partei in den Landtag ein.
Schumann tritt für die völlige Abschaffung der Förderschulen in Deutschland ein – sie sieht eine Kontinuität von der NS-Pädagogik bis zur fortwährenden Exklusion von sogenannten Behinderten im deutschen Schulsystem.

## Schriften
- „Ich schäme mich ja so!“ : die Sonderschule für Lernbehinderte als „Schonraumfalle“, Berlin 2007 [=Diss. TU Berlin 2006]
- Streitschrift Inklusion. Was Sonderpädagogik und Bildungspolitik verschweigen, Wochenschau, Frankfurt a. M. 2018. ISBN 978-3-95414-106-7